# Carmen Balagué

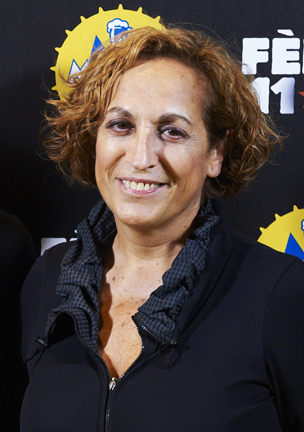
Carmen Balagué

Carmen Balagué (Geburtsname: Maria del Carmen Balagué Planes; * 17. Juli 1952 in Barcelona) ist eine spanische Schauspielerin.
Balagué ist verheiratet mit dem spanischen Filmregisseur und Drehbuchautor Joaquín Oristrell Ventura und Mutter von zwei Kindern.
Von 1990 bis 2006 wirkte Balagué in zahlreichen Filmen und TV-Serien unter der Regie von bekannten spanischen Filmemachern wie Pedro Almodóvar, Manuel Gómez Pereira, Mariano Barroso, Dunia Ayaso,  Félix Sabroso, Chus Gutiérrez, Eva Lesmes, Manuel Iborra und ihrem Ehemann Joaquín Oristrell.

## Filmografie
Filme
- 1987 Calé
- 1990 Contra el viento
- 1992 Salsa rosa
- 1992 Yo me bajo en la próxima, ¿y usted?
- 1994 Mi hermano del alma
- 1994 Todos los hombres sois iguales
- 1995 Boca a boca
- 1996 Alma gitana
- 1996 África
- 1996 Pon un hombre en tu vida
- 1996 El amor perjudica seriamente la salud
- 1997 Retrato de mujer con hombre al fondo
- 1997 Perdona bonita, pero Lucas me quería a mí
- 1997 ¿De qué se ríen las mujeres?
- 1998 Nada en la nevera
- 1998 El grito en el cielo
- 1999 Entre las piernas
- 1999 Todo sobre mi madre
- 1999 Pepe Guindo
- 2000 Nosotras
- 2000: Kilometer 0 (Kilómetro cero)
- 2001 Sin vergüenza
- 2001 Salvajes
- 2002 Majoria absoluta
- 2004 Cosas que hacen que la vida valga la pena
- 2006 Mobbing
- 2006 Va ser que nadie es perfecto

TV-Serien und Filme
(Auswahl)
- Platos rotos (1985)
- Eva y Adán, agencia matrimonial (1990)
- Las chicas de hoy en día (1991)
- Canguros (1994)
- Pepa y Pepe (1995)
- Querido maestro (1997–1998)
- Mayoría absoluta (2002–2004)
- Aquí no hay quien viva (2004–2005, 2006)
- La Riera (2011-)